# More Fun Comics
More Fun Comics, originariamente intitolato New Fun: The Big Comics Magazine, alias New Fun Comics, fu una testata dei fumetti americani che introdusse molti dei più grandi supereroi, e fu la prima serie a fumetti a introdurre il solo materiale originale invece delle solite ristampe delle strisce di fumetti dei quotidiani. Fu anche la prima pubblicazione della compagnia che divenne la DC Comics.

## Storia editoriale
Nell'inverno del 1934, avendo notato l'emergere di Famous Funnies, ed altri fumetti che ristampavano le vecchie strisce di fumetti dei quotidiani, il Maggiore Malcom Wheeler-Nicholson fondò la National Allied Publications e pubblicò New Fun n. 1 (febbraio 1935). Un fumetto dalle dimensioni di un tabloid, da 10 a 15 pollici, compreso di 36 pagine con una copertina di cartone non lucido, fu l'antologia delle storie umoristiche, come il fumetto di animali divertenti "Pelion e Ossa" e "Jigger and Ginger", mischiato però anche con titoli western come "Jack Woods" e le avventure di "Barry O'Neill", con un nemico in stile Fu Manchu, Fang Gow.
Più che altro, dove la maggior parte delle pubblicazioni già esistenti inseriva nuovo materiale solo per riempire lo spazio mancante, New Fun n. 1 fu l'unico fumetto a contenere solo materiale nuovo.
I primi quattro numeri furono pubblicati dal fondatore della futura Funnies, Inc. Lloyd Jacquet, il prossimo dallo stesso Wheeler-Nicholson. Il numero 6 (ottobre 1935) portò il debutto del fumetto di Jerry Siegel e Joe Shuster, i futuri creatori di Superman, che cominciarono la loro carriera con il moschettiere spaccone "Henri Duval" e, sotto gli pseudonimi di "Leger e Reuths", l'avventuriero super naturale Dottor Occult. Rimasero fino da quest'ultimo titolo fino al n. 32 (giugno 1938), dopo il ri-titolamento del fumetto come More Fun (n. 7 e 8, gennaio-febbraio 1936), e More Fun Comics (dal n. 9 in poi).
Con il numero 108 (marzo 1946), tutte le avventure dei supereroi furono spostate da More Fun ad Adventure Comics. More Fun divenne un fumetto umoristico che mise in luce la fantasia dei bambini con "Jimminy and the Magic Book". Il fumetto venne cancellato con il n. 127 (novembre 1947).

## Personaggi
- Dottor Occult — New Fun n. 6 – More Fun n. 33;
- Lo Spettro — More Fun n. da 52 a 101;
- Dottor Fate — More Fun n. da 55 a 98;
- Johnny Quick — More Fun 71 a 107;
- Freccia Verde — More Fun 73 a 107;
- Aquaman — More Fun 73 a 107;
- Superboy — More Fun 101 a 107;